# كتائب استعمارية فرنسية

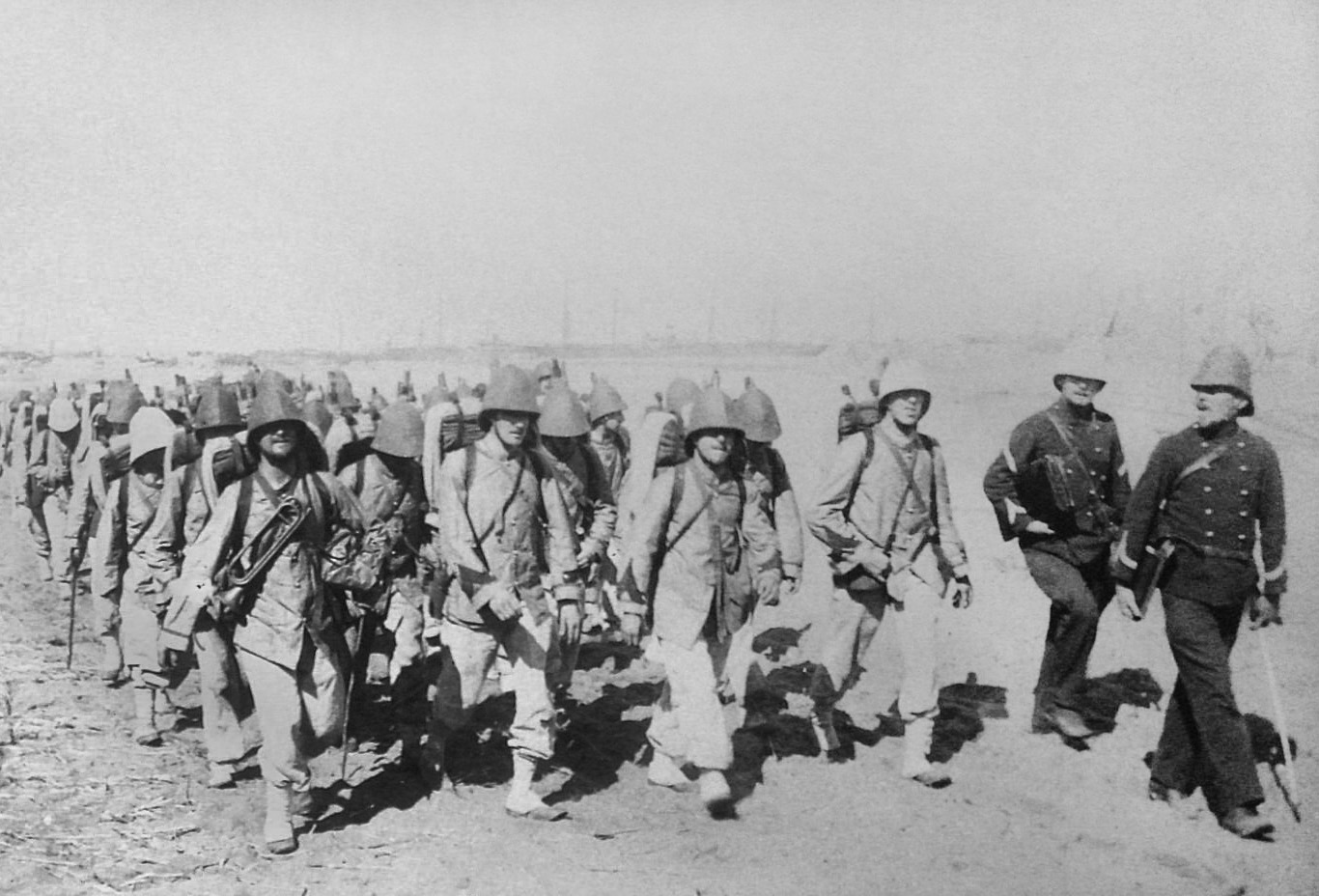
جنديين فرنسيين في المشاة الاستعمارية ينزلون في مدغشقر عام 1895

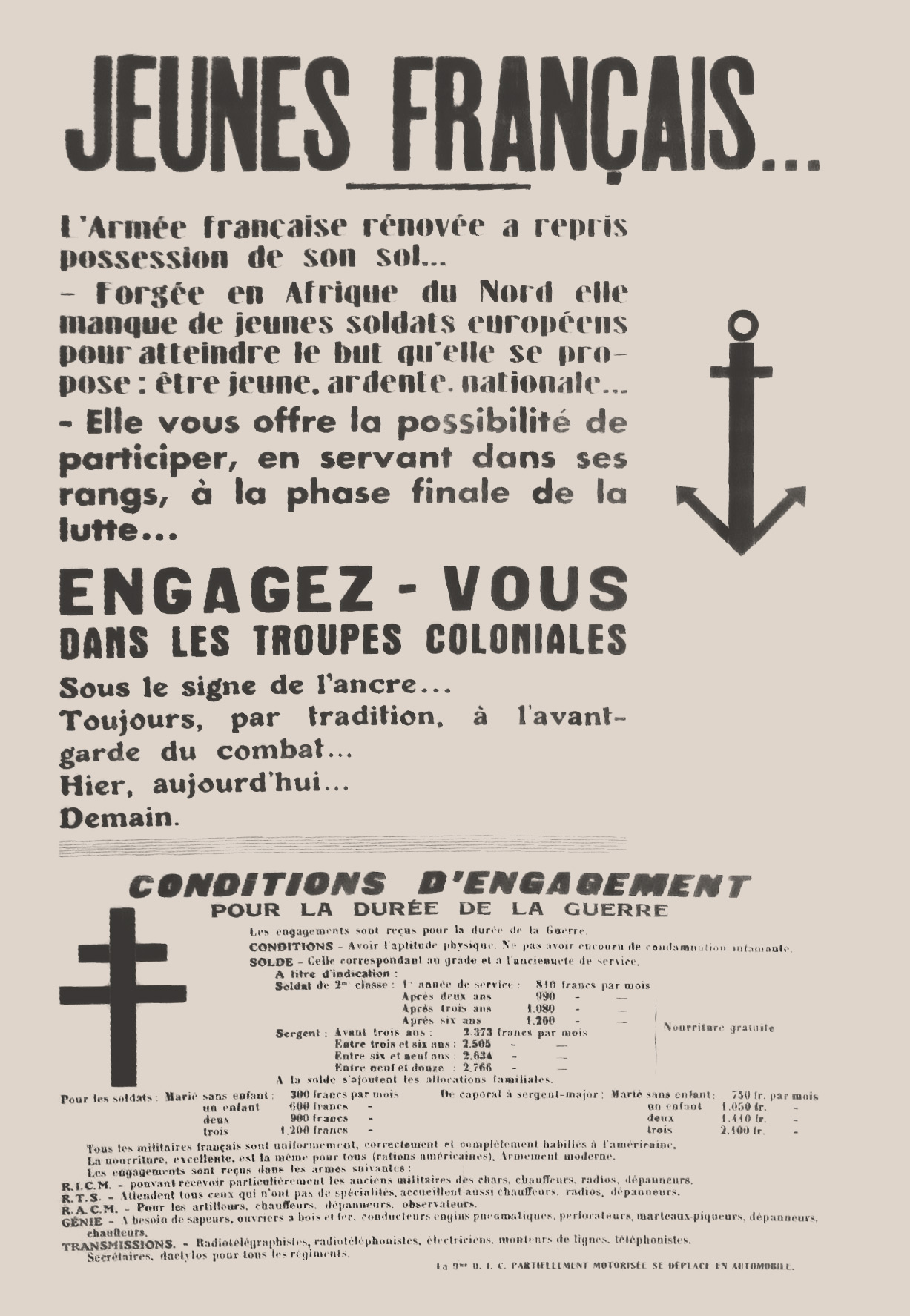
ملصق تجنيدي للكتائب الاستعمارية لقوات فرنسا الحرة

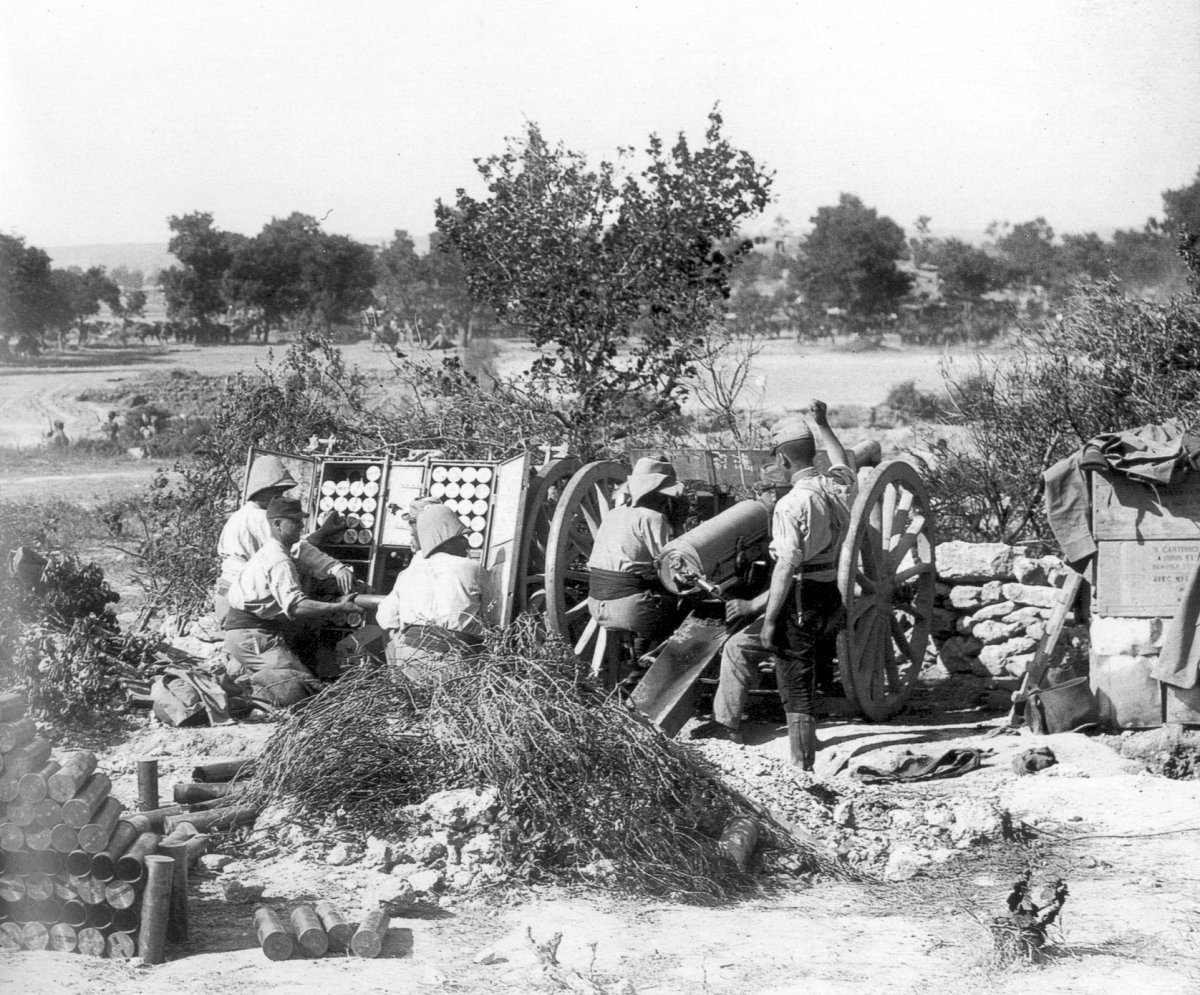
مدفع 75 مم لفرنسا الاستعمارية في الاستخدام قرب سد البحر، جاليبولي 4 يونيو 1915

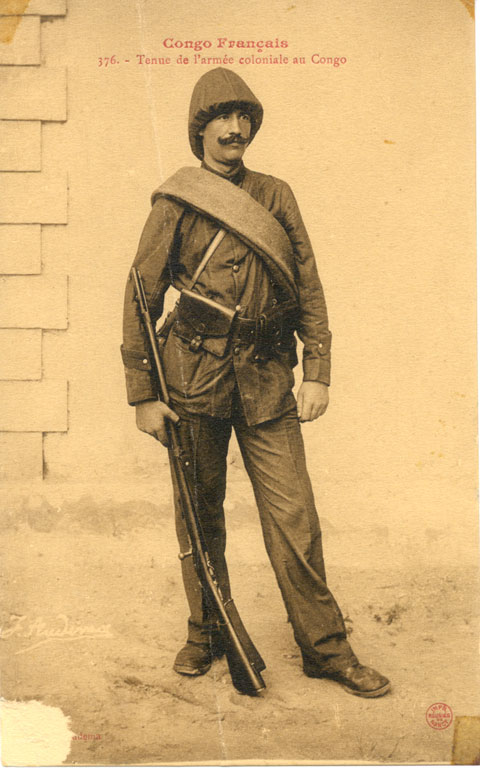
الكونغو الفرنسية، حوالي 1905: مناوش استعماري يرتدي الزي الأزرق للمهندس

كانت الكتائب الاستعمارية (Troupes coloniales) أي الجيش الاستعماري (Armée coloniale)، و كانت تعرف باسم الاستعمارية (La Coloniale) ببساطة، كانت القوات المسلحة للإمبراطورية الفرنسية الاستعمارية من 1822 إلى 1961. (من 1822 إلى 1900 سمي هذه الكتائب باسم كتائب البحرية) جندوا هؤلاء من فرنسا ومن سكان فرنسيين مستعمرين وسكان محليين في الامبراطورية. لعبت هذه القوات دورا كبيرا في غزوات وإخضاع الامبراطورية تحت سيطرة فرنسا وفي الحرب العالمية الأولى والحرب العالمية الثانية والحرب الهندوصينية الأولى والحرب الجزائرية.